# Rakovanite
La rakovanite (simbolo IMA: Rkv) è un rarissimo minerale della famiglia della pascoite all'interno del quale viene collocato nel gruppo della pascoite; appartiene alla famiglia degli "ossidi e idrossidi" e possiede composizione chimica (NH4)3Na3[V10O28] • 12H2O.

## Etimologia e storia
La rakovanite prende il nome da John Rakovan, professore presso la "Miami University" (Oxford, Ohio) per i suoi contributi nel campo della mineralogia.

## Classificazione
La rakovanite è stata riconosciuta dall'Associazione Mineralogica Internazionale (IMA) come specie minerale indipendente nel 2010, quindi non è elencata nella classica nona edizione della sistematica dei minerali di Strunz, che è stata aggiornata dall'IMA solo fino al 2009.
Il minerale è però presente nell'edizione successiva, proseguita dal database "mindat.org" e chiamata Classificazione Strunz-mindat. Qui la rakovanite si trova nella classe ""4. Ossidi (idrossidi, V[5,6] vanadati, arseniti, antimoniti, bismutiti, solfiti, seleniti, telluriti, iodati)" e da lì nella sottoclasse "4.H V[5,6] Vanadati"; questa viene suddivisa in modo più fine in base al tipo di vanadato presente nel minerale, in modo tale che la rakovanite possa essere trovata nella sezione "4.HC [6]-Sorovanadati" dove forma il sistema nº 4.HC.05 insieme a hughesite, idropascoite, lasalite, magnesiopascoite e pascoite.
Nella Sistematica dei lapis (Lapis-Systematik) di Stefan Weiß la rakovanite è elencata nella classe degli "ossidi" e da lì nella sottoclasse degli "ossidi di vanadio (polivanadati con V4+/5+)"; qui il minerale si trova nel "gruppo dei vanadati" dove forma il sistema nº IV/G.01 insieme a bluestreakite, gunterite, burroite, hughesite, huemulite, hummerite, kokinosite, lasalite, magnesiopascoite, nashite, pascoite, postite, schindlerite, sherwoodite e wernerbaurite.

## Abito cristallino
La rakovanite cristallizza nel sistema monoclino nel gruppo spaziale P21/n con i parametri di cella a = 12,0248(17) Å, b = 17,121(3) Å, c = 18,140(3) Å e β = 106,242(8)°.

## Origine e giacitura
La rakovanite si forma come minerale secondario presente sotto forma di croste cristalline su fratture di arenaria nelle pareti di miniere nella zona ossidata di un complesso di montroseite-corvusite; la paragenesi è con calcite, corvusite, hewettite, hughesite, montroseite, munirite, paramontroseite, pascoite, rosasite e sherwoodite.
La rakovanite è molto rara ed è stata trovata solo nelle sue due località tipo, le miniere di "Sunday" (38.0719°N 108.80487°W) e di "West Sunday" (38.08°N 108.82167°W) entrambe nel distretto minerario di "Slick Rock", in Colorado; sempre in Colorado la rakovanite è stata trovata anche nella miniera di "Saint Jude".
Altro sito di ritrovamento è la miniera di "Vanadium Queen" nella contea di San Juan, nello Utah.

## Forma in cui si presenta in natura
La rakovanite forma cristalli multi sfaccettati di forma squadrata o prismatica
lungo [100], con striature parallele a [100], di dimensioni fino a 1 mm.
Il minerale è trasparente con lucentezza semi adamantina; il colore è arancione, quello dello striscio è arancio-giallo.

## Proprietà fisico-ottiche
La rakovanite non è fluorescente sia alla luce ultravioletta a onde corte, che a quella a onde lunghe; mostra un evidente pleocroismo con i colori giallo chiaro lungo {\displaystyle x}, giallo arancio lungo {\displaystyle y} e arancione giallastro lungo {\displaystyle z}.
Il minerale è molto morbido, con una sfaldatura fragile e una durezza Mohs pari a 1; la densità calcolata è pari a 2,407 g/cm³.